# 面亮度
面亮度亦稱表面亮度（Surface brightness），是指擴展的物體表面一塊標準尺寸的亮度。這是一個相關的概念，一個擴展開的天體，像是星系、星團或星雲，可以通過測量其總星等、集成星等、集成視星等的整體亮度來導出面亮度。

## 綜合描述
總星等是測量擴展的天體，像是星雲、星團或星系的亮度。它可以通過測量該天體的一個區域總結其亮度。或者，可以通過應用不同大小的孔徑或縫隙的光度計來測量，然後減除背景光，獲得測量的總量度。所得到的量值與發出同等能量的點光源天體相同。
一個天體的視星等通常都是給定的綜合值，如果一個星系的星等是12.5等，它意味著與我們從一顆12.5等的恆星看到的光，其總值與星系是相等的。然而，在多數的觀測中，恆星是一個非常小的等效點光源（劍魚座R是角直徑最大的恆星，也只有0.057 ± 0.005角秒），星系可能擴展至幾個角秒或角分。因此，很難從氣輝背景光的對比中看見星系。引用天體的面光度可以說明觀測的難易度。

## 計算面亮度
面亮度的單位通常是每平方角秒的星等。因為星等是對數刻度，所以不能通過簡單的除以面積大小來計算面亮度。取而代之的是，對一個總集成光度是m，擴展的視面積是A平方角秒的天體，面亮度'S'由下式給出： 
{\displaystyle S=m+2.5\cdot \log _{10}A.}
對一個天體，面亮度與光度計的亮度類似，因此距離是一個常數：當物件因距離增加而變得黯淡時，它在視覺領域上也相對應的變小。在幾何條件上，附近天體發射出一定量的光，但在物理上對應區域的立體角或可視區域（平方角秒）給定的輻射通量，以相同的比例增減，結果是有著相同的面亮度。對於像星雲或星系等擴展天體，這將允許通過距離模數的面亮度估計空間距離或光度距離。

## 與物理單位的關係
面亮度的單位大小與太陽每平方角秒的面亮度有著物理上的關聯性：
{\displaystyle S(mag/arcsec^{2})=M_{\odot }+21.572-2.5\log _{10}S(L_{\odot }/pc^{2}),}
此處的{\displaystyle M_{\odot }}和{\displaystyle L_{\odot }}是相對於太陽在選定的色帶亮度的絕對星等。

### 綜合參考資料
- Binney, James; Merrifield, Michael. . Princeton University Press. 1998. ISBN 978-0-691-02565-0.
- Sparke, L.; Gallagher, J.  1st. Cambridge University Press. 2000. ISBN 0-521-59241-0.